# Искусственное сознание
Искусственное сознание (сокр. ИС), также известное как машинное сознание (МС), синтетическое сознание или цифровое сознание — это сознание, гипотетически возможное в искусственном интеллекте. Это также соответствующая область исследований, которая черпает идеи из философии разума, философии искусственного интеллекта, когнитивной науки и нейронаук. Та же терминология может быть использована с термином «чувства» вместо «сознание» при конкретном обозначении феноменального сознания (способности ощущать квалиа (qualia)).
Некоторые учёные считают, что сознание возникает в результате взаимодействия различных частей мозга; эти механизмы обозначаются как нейронные корреляты сознания (neural correlates of consciousness или NCC). Некоторые также полагают, что создание системы (например, компьютерной), способной эмулировать это взаимодействие NCC, приведёт к появлению системы, обладающей сознанием.

## Философский взгляд
Поскольку существует множество гипотетических типов сознания, существует и множество потенциальных реализаций искусственного сознания. В философской литературе, возможно, наиболее распространена систематизация сознания на «доступное» и «феноменальное». Сознание доступа касается тех аспектов опыта, которые могут быть восприняты, в то время как феноменальное сознание касается тех аспектов опыта, которые, по-видимому, не могут быть восприняты, а вместо этого характеризуются качественно в терминах «сырых ощущений», «того, на что это похоже» или квалиа.

### Дебаты о правдоподобии
Теоретики тождества типов и другие скептики придерживаются мнения, что сознание может быть реализовано только в определённых физических системах, потому что сознание обладает свойствами, которые обязательно зависят от физической конституции.
В своей статье «Искусственное сознание: Утопия или реальная возможность» Джорджио Буттаццо говорит, что общее возражение против искусственного сознания состоит в том, что «работая в полностью автоматизированном режиме, они [компьютеры] не могут проявлять креативность, непрограммируемость (что означает невозможность перепрограммирования, переосмысления), эмоции или свободу воли. Компьютер, как и стиральная машина, — это раб, управляемый своими компонентами».
Для других теоретиков (например, функционалистов), которые определяют ментальные состояния в терминах каузальных ролей, любая система, которая может инстанцировать один и тот же паттерн каузальных ролей, независимо от физической конституции, будет инстанцировать одни и те же ментальные состояния, включая сознание.

### Аргумент «вычислительной техники»
Один из самых явных аргументов в пользу правдоподобности искусственного разума принадлежит Дэвиду Чалмерсу. Его предложение сводится к тому, что для обладания сознанием достаточно правильных видов вычислений.
Чалмерс считает, что система реализует вычисления, если «каузальная структура системы отражает формальную структуру вычислений», и что любая система, реализующая определённые вычисления, является разумной.
Наиболее спорной частью предложения Чалмерса является то, что ментальные свойства «организационно инвариантны». Психические свойства бывают двух видов — психологические и феноменологические. Психологические свойства, такие как вера и восприятие, — это те, которые «характеризуются своей каузальной ролью». Опираясь на предыдущие работы, он говорит, что «системы с одинаковой каузальной топологией… будут иметь общие психологические свойства».
Феноменологические свойства, в отличие от психологических, не поддаются определению в терминах их каузальных ролей. Поэтому установление того, что феноменологические свойства являются следствием каузальной топологии, требует аргументации. Для этого Чалмерс приводит свой аргумент Dancing Qualia.
Чалмерс начинает с предположения, что его принцип инвариантности организации ложен: агенты с идентичной каузальной организацией могут иметь разный опыт. Затем он просит нас представить себе изменение одного агента в другого путём замены частей (нейронных частей на кремниевые, скажем) с сохранением его каузальной организации. Опыт агента, подвергшегося трансформации, изменится (по мере замены частей), но не произойдёт никаких изменений в каузальной топологии и, следовательно, не будет средств, с помощью которых агент сможет «заметить» изменение опыта; Чалмерс считает такое положение дел неправдоподобным reducto ad absurdum, устанавливающим, что его принцип организационной инвариантности должен быть почти наверняка истинным.
Критики искусственного сознания возражают, что предложение Чалмерса ставит вопрос ребром, предполагая, что все ментальные свойства и внешние связи уже в достаточной степени охвачены абстрактной каузальной организацией.

### Противоречия
В 2022 году инженер Google Блейк Лемуан сделал вирусное заявление о том, что чатбот LaMDA компании Google является разумным. В качестве доказательства Лемуан привел человекоподобные ответы чатбота на многие свои вопросы; однако поведение чатбота было оценено научным сообществом как скорее всего следствие мимикрии, а не машинного разума. Утверждение Лемуана было осмеяно как нелепое.
Однако, хотя философ Ник Бостром утверждает, что LaMDA вряд ли обладает сознанием, он дополнительно ставит вопрос: «Какие основания есть у человека для уверенности в этом?» Нужно было бы иметь доступ к неопубликованной информации об архитектуре LaMDA, а также понимать, как работает сознание, и затем придумать, как перенести философию на машину: «[В отсутствие этих шагов], похоже, следует быть немного неуверенным… вполне возможно, что сейчас или в относительно ближайшем будущем появятся другие системы, которые начнут удовлетворять этим критериям».

### Тестирование
Наиболее известным методом проверки машинного интеллекта является тест Тьюринга. Но если трактовать этот тест только как наблюдательный, то он противоречит принципам философии науки о зависимости теории от наблюдений.
Также высказывается мнение, что рекомендацию Алана Тьюринга об имитации сознания человеческого ребёнка вместо сознания взрослого человека следует воспринимать всерьёз.
Квалиа, или феноменологическое сознание, по своей сути является феноменом первого лица. Хотя различные системы могут демонстрировать многочисленные признаки поведения, коррелирующего с функциональным сознанием, не существует мыслимого способа, с помощью которого тесты от третьего лица могли бы получить доступ к феноменологическим характеристикам от первого лица. Из-за этого, в дополнение к отсутствию эмпирического определения сознания, тесты на наличие сознания в ИС могут быть невозможны.
В 2014 году Виктор Аргонов предложил нетьюринговский тест на разумность машины, основанный на её способности производить философские суждения. Он утверждает, что детерминированная машина должна считаться сознательной, если она способна производить суждения обо всех проблемных свойствах сознания (таких как квалиа и проблеме привязки), не имея врождённых (предварительно загруженных) философских знаний по этим вопросам, не ведя философских дискуссий в процессе обучения и не имея в своей памяти информационных моделей других существ (такие модели могут имплицитно или эксплицитно содержать знания о сознании этих существ).
Однако этот тест может быть использован только для обнаружения, но не для опровержения существования сознания. Положительный результат доказывает, что машина обладает сознанием, а отрицательный — ничего не доказывает. Например, отсутствие философских суждений может быть вызвано отсутствием интеллекта машины, а не отсутствием сознания.

### Этические вопросы
Если бы возникло подозрение, что конкретная машина обладает сознанием, её права стали бы этическим вопросом, который необходимо было бы оценить (в том числе, какие права она имела бы по закону).
Например, компьютер с сознанием, который принадлежал и использовался как инструмент или центральный компьютер в составе более крупной машины, представляет собой особую двусмысленность. Должны ли быть приняты законы для такого случая? Сознание требует юридического определения в этом конкретном случае.
Поскольку искусственное сознание все ещё остаётся в значительной степени теоретической темой, подобная этика не обсуждалась и не разрабатывалась в значительной степени, хотя она часто становилась темой в фантастике.
В 2021 году немецкий философ Томас Метцингер выступил за введение глобального моратория на синтетическую феноменологию до 2050 года. Метцингер утверждает, что люди обязаны заботиться о любых разумных ИИ, которые они создают, и что слишком быстрое развитие рискует привести к «взрыву искусственных страданий».

## Аспекты сознания, считающиеся необходимыми
Бернард Баарс и другие утверждают, что существуют различные аспекты сознания, необходимые для того, чтобы машина могла быть искусственно сознательной.
Функции сознания, предложенные Баарсом: определение и установление контекста, адаптация и обучение, редактирование, отметка и отладка, привлечение и контроль, определение приоритетов и контроль доступа, принятие решений или исполнительная функция, функция формирования аналогии, метакогнитивная функция и функция самоконтроля, а также функция автопрограммирования и самообслуживания.
Игорь Александер предложил 12 принципов искусственного сознания: «Мозг — машина состояний», «Внутреннее разделение нейронов», «Сознательные и бессознательные состояния», «Перцептивное обучение и память», «Предсказание», «Осознание себя», «Репрезентация смысла», «Обучение высказываниям», «Обучение языку», «Воля», «Инстинкт» и «Эмоция».
Цель ИС — определить, могут ли эти и другие аспекты сознания быть синтезированы в инженерном артефакте (цифровом компьютере). Этот список не является исчерпывающим; существует множество других не охваченных тем.

### Осознанность
Осознанность могла бы быть одним из необходимых аспектов, но с точным определением этого элемента существует множество проблем. Результаты экспериментов по нейросканированию на обезьянах свидетельствуют о том, что нейроны активируются не только состоянием или объектом, но и процессом. Осознание включает в себя создание и проверку альтернативных моделей каждого процесса на основе информации, полученной через органы чувств или воображение, а также полезно для составления прогнозов. Подобное моделирование требует большой гибкости. Создание такой модели включает в себя моделирования физического мира, собственных внутренних состояний и процессов, а также других сознательных сущностей.
Существует как минимум три типа осознанности: агентное осознание, осознание цели и сенсомоторное осознание, которые также могут быть осознанными или нет. Например, при агентном осознании вы можете знать, что вчера выполнили определённое действие, но сейчас не осознаете этого. В осознании цели вы можете знать, что должны искать потерянный предмет, но сейчас не осознаете этого. В сенсомоторном сознании вы можете знать, что ваша рука лежит на каком-то предмете, но сейчас не осознаете этого.
Поскольку объекты осознания часто являются сознательными, различие между осознанием и сознанием часто размывается или они используются как синонимы.

### Память
Сознательные события взаимодействуют с системами памяти при обучении, повторении и извлечении информации. Модель IDA (Intelligent Distribution Agent, интеллектуальный агент распределения) проясняет роль сознания в обновлении перцептивной памяти, переходной эпизодической памяти и процедурной памяти. Переходная эпизодическая и декларативная память имеют распределённое представление в IDA; есть доказательства, что так же обстоит дело и в нервной системе. В IDA эти две памяти реализуются вычислительно с помощью модифицированной версии архитектуры распределённой памяти Sparse американского нейробиолога Пентти Канервы.

### Обучение
Обучение также считается необходимым для искусственного сознания. По мнению Бернарда Баарса, сознательный опыт необходим для представления и адаптации к новым и значимым событиям. По мнению Акселя Клиреманса и Луиса Хименеса, обучение определяется как «набор филогенетически (sic) развитых процессов адаптации, которые в значительной степени зависят от развитой чувствительности к субъективному опыту, чтобы позволить агентам гибко контролировать свои действия в сложных, непредсказуемых средах».

### Предвидение
Игорь Александер считает важной для искусственного интеллекта способность предсказывать (или предвидеть) предвидимые события. Эмерджентистский принцип «множественных черновиков», предложенный Дэниелом Деннеттом в книге «Consciousness Explained», может быть полезен для предсказания: он включает оценку и выбор наиболее подходящего «черновика», соответствующего текущей обстановке. Предвидение включает в себя предсказание последствий собственных предполагаемых действий и предсказание последствий вероятных действий других субъектов.
Отношения между состояниями реального мира отражаются в структуре состояний сознательного организма, что позволяет ему предсказывать события. Искусственная сознательная машина должна уметь правильно предвидеть события, чтобы быть готовой отреагировать на них, когда они произойдут, или предпринять упреждающие действия, чтобы предотвратить ожидаемые события. Отсюда следует, что машине нужны гибкие компоненты реального времени, которые строят пространственные, динамические, статистические, функциональные и причинно-следственные модели реального и прогнозируемого миров, позволяя демонстрировать, что она обладает искусственным сознанием в настоящем и будущем, а не только в прошлом. Для этого машина с сознанием должна делать последовательные предсказания и разрабатывать планы на случай непредвиденных обстоятельств не только в мирах с фиксированными правилами, как на шахматной доске, но и в новых изменяющихся средах, которые будут выполняться только тогда, когда это необходимо для моделирования и контроля реального мира.

### Субъективный опыт
Субъективный опыт или квалиа широко рассматривается как трудная проблема сознания. Действительно, считается, что она бросает вызов физикализму, не говоря уже о вычислительных методах.

## Предложения по реализации

### Символические или гибридные

#### Интеллектуальный агентраспределения
Стэн Франклин в работах 1995 и 2003 года определяет автономный агент как обладающий функциональным сознанием, если он способен выполнять несколько функций сознания, определённых в теории глобального рабочего пространства (Global workspace theory, GWT) Бернарда Баарса. Его детище IDA (Intelligent Distribution Agent) является программной реализацией GWT, что делает его функционально сознательным по определению.
Задача IDA — договариваться о новых назначениях для моряков ВМС США после окончания службы, сопоставляя навыки и предпочтения каждого человека с потребностями ВМС. IDA взаимодействует с базами данных ВМС и ведёт диалог с моряками на естественном языке по электронной почте, подчиняясь при этом большому набору политик ВМС. Вычислительная модель IDA была разработана в 1996—2001 годах в группе Стэна Франклина по исследованию «сознательного» программного обеспечения в Университете Мемфиса. Она «состоит примерно из четверти миллиона строк Java-кода и почти полностью потребляет ресурсы высокопроизводительной рабочей станции 2001 года». Основная опора — коделеты — «специализированные, относительно независимые мини-агенты, обычно реализуемые в виде небольшого фрагмента кода, выполняемого в отдельном потоке». В нисходящей архитектуре IDA явно моделируются высокоуровневые когнитивные функции.
Хотя IDA по определению функционально сознательна, Франклин не приписывает феноменального сознания своему собственному «сознательному» программному агенту, IDA, несмотря на её многие человекоподобные модели поведения. И это несмотря на то, что несколько сотрудников ВМС США неоднократно кивали головой, говоря: «Да, именно так я это и делаю», наблюдая за внутренними и внешними действиями IDA при выполнении ею своей задачи". IDA была расширена до LIDA (Learning Intelligent Distribution Agent).

#### Когнитивная архитектура CLARION
Когнитивная архитектура CLARION предполагает двухуровневую репрезентацию, которая объясняет различие между сознательными и бессознательными ментальными процессами. CLARION успешно учитывает различные психологические данные. С помощью CLARION был смоделирован ряд известных задач на обучение навыкам, которые охватывают спектр от простых реактивных навыков до сложных когнитивных навыков. Среди них — задачи на последовательное время реакции (SRT), искусственное обучение грамматике (AGL), управление процессом (PC), категориальный вывод (CI), алфавитная арифметика (AA) и Ханойская башня. SRT, AGL и PC — типичные задачи имплицитного обучения, имеющие большое отношение к проблеме сознания, поскольку они операционализировали понятие сознания в контексте психологических экспериментов.

#### OpenCog
Бен Герцель создал воплощённый ИИ в рамках проекта OpenCog с открытым исходным кодом. Код включает в себя воплощённых виртуальных питомцев, способных обучаться простым командам на английском языке, а также интеграцию с реальной робототехникой, выполненную в Гонконгском политехническом университете.

### Коннекционизм

#### Когнитивная архитектура Хайконена
Пентти Хайконен считает классические вычисления, основанные на правилах, неадекватными для достижения искусственного сознания: «Мозг — это определённо не компьютер. Мышление — это невыполнение запрограммированных строк команд. Мозг также не является цифровым калькулятором. Мы не мыслим цифрами».
Вместо того чтобы пытаться достичь разума и сознания путём выявления и реализации лежащих в их основе вычислительных правил, Хайконен предлагает «особую когнитивную архитектуру для воспроизведения процессов восприятия, внутренних образов, внутренней речи, боли, удовольствия, эмоций и стоящих за ними когнитивных функций. Эта архитектура „снизу вверх“ будет производить функции более высокого уровня за счёт мощности элементарных процессоров, искусственных нейронов, без алгоритмов и программ». Хайконен считает, что при достаточно сложной реализации подобная архитектура приведёт к развитию сознания, которое учёный рассматривает как «стиль и способ работы, характеризующийся распределённым представлением сигналов, процессом восприятия, кросс-модальным отчётом и доступностью для ретроспекции».
Хайконен не одинок в этом процессном взгляде на сознание или в мнении, что ИС спонтанно возникнет у автономных агентов, имеющих подходящую по сложности нейроинспирированную архитектуру; их разделяют многие. Реализация архитектуры с низкой сложностью, предложенная Хайконеном, по отчётам, не была способна к ИС, но проявляла эмоции, как и ожидалось. Позже Хайконен обновил и обобщил свою архитектуру.

#### Когнитивная архитектура Шанахана
Мюррей Шанахан описывает когнитивную архитектуру, которая сочетает в себе идею Баарса о глобальном рабочем пространстве с механизмом внутреннего моделирования («воображения»).

#### Исследование самосознания Такено
Самосознание роботов исследуется Дзюнъити Такено в Университете Мэйдзи в Японии. Такено утверждает, что разработал робота, способного отличать своё изображение в зеркале от любого другого, идентичного ему. Такено утверждает, что сначала создал вычислительный модуль под названием MoNAD, который обладает функцией самосознания, а затем построил систему искусственного сознания, сформулировав взаимосвязи между эмоциями, чувствами и разумом путём соединения модулей в иерархию («Realization of an emotional conscious robot and imitation behavior». Rei Igarashi, Junichi Takeno, Tohru Suzuki, Yusuke Shirakura, 2007).
Такено провёл эксперимент по познанию зеркального изображения с помощью робота, оснащённого системой MoNAD.
Учёный выдвинул «теорию собственного тела», утверждающую, что «люди чувствуют, что их собственное зеркальное отражение ближе к ним самим, чем реальная часть себя». Наиболее важным моментом в разработке искусственного сознания или прояснении человеческого сознания является развитие функции самосознания, и он утверждает, что в своей диссертации продемонстрировал физические и математические доказательства этого.
Такено также показал, что роботы могут изучать в памяти эпизоды, когда эмоции были стимулированы, и использовать этот опыт для принятия предиктивных действий, чтобы предотвратить повторное возникновение неприятных эмоций («Creation of a robot that is conscious of its experiences». S. Torigoe, Rei Igarashi, Takashi Komatsu, Jun’ichi Takeno, 2009).

#### Невозможные умы: Мои нейроны, моё сознание
Игорь Александер, заслуженный профессор инженерии нейронных систем в Имперском колледже, много занимался исследованием искусственных нейронных сетей и в своей книге «Невозможные умы: My Neurons, My Consciousness» («Мои нейроны, моё сознание»), указал, что принципы создания машины с сознанием уже существуют, но для обучения такой машины пониманию языка потребуется сорок лет.
Так ли это на самом деле, ещё предстоит выяснить, и основной принцип, изложенный в «Невозможных разумах», — что мозг является нейронной машиной — можно подвергнуть сомнению.

#### Машина для творчества
Стивен Талер предложил возможную связь между сознанием и творчеством в своём патенте 1994 года под названием «Устройство для автономной генерации полезной информации» (DAGUI), так называемой «Машины творчества», в которой вычислительные критики управляют подачей синаптического шума и деградации в нейронные сети, чтобы вызвать ложные воспоминания или конфабуляции, которые могут быть квалифицированы как потенциальные идеи или стратегии. Он использует эту нейронную архитектуру и методологию для объяснения субъективного ощущения сознания, утверждая, что аналогичные нейронные узлы в мозге, управляемые шумом, придумывают сомнительное значение для общей активности коры.
Теория Талера и вытекающие из неё патенты на машинное сознание были вдохновлены экспериментами, в которых он внутренне нарушал обученные нейронные сети, чтобы вызвать последовательность нейронных активаций, которые он уподобил потоку сознания.

#### Теория схем внимания
В 2011 году Майкл Грациано и Сабина Кастлер опубликовали работу под названием «Человеческое сознание и его связь с социальной нейронаукой: Новая гипотеза», в которой была предложена теория сознания как схемы внимания. Грациано опубликовал расширенное обсуждение этой теории в своей книге «Сознание и социальный мозг».
Теория сознания с помощью схемы внимания, как он её назвал, предлагает, что мозг отслеживает внимание к различным сенсорным входам с помощью схемы внимания, аналогичной хорошо изученной схеме тела, которая отслеживает пространственное местоположение тела человека. Это относится к искусственному сознанию, предлагая особый механизм обработки информации, который производит то, что мы якобы испытываем и описываем как сознание, и который должен быть способен быть продублирован машиной с помощью современных технологий.
Когда мозг обнаруживает, что человек Х осознает вещь Y, он фактически моделирует состояние, в котором человек Х применяет усиление внимания к Y. В теории схемы внимания тот же процесс может быть применён к самому себе. Мозг отслеживает внимание к различным сенсорным входам, и собственное осознание — это схематизированная модель внимания. Грациано предлагает конкретные места в мозге для этого процесса и предполагает, что такое осознание является вычисляемой характеристикой, созданной экспертной системой в мозге.

#### Самомоделирование
Ход Липсон определяет «самомоделирование» как необходимый компонент самосознания или сознания у роботов. «Самомоделирование» заключается в том, что робот запускает внутреннюю модель или симуляцию самого себя.

## Искусственное сознание в художественной литературе
- В романе Артура Кларка «Город и звезды» Ванамонд — искусственное существо, основанное на квантовой запутанности, которое должно было стать чрезвычайно могущественным, но начинал, практически ничего не зная, тем самым уподобившись искусственному сознанию.
- В современном романе автора lee «СИМ» (2022)[70] описывается становление, обретение искусственным сознанием могущества и дальнейшая его (вместе со своим создателем-программистом) встреча с правительствами и спецслужбами различных стран. В противоположность другим произведениям на тему искусственного интеллекта в «СИМе» ИС выступает в роли любящего, мирного всезнающего мудреца, свободного от предвзятости, догм и ограничений людей.
- В игре Punishing: Gray Raven, созданной Kuro Games, H.A.I.C.M.A. (Heuristic Artificial Intelligence Caretaking Machine-Alpha), обозначенный как MPA-01, является административным A.I. В задачу MPA-01 входит обслуживание, наблюдение, общение и запись работы механоидов, участвующих в эксперименте «Сознание машин», целью которого является определение возможности существования «Сознания» у машин, помеченных в проекте как «аномалия». Среди многочисленных машин-участников, MPL-00, также известная как NANAMI, обладает наибольшим потенциалом для того, что эксперимент стремится подтвердить.